# Lothar Woelk
Lothar Woelk (Recklinghausen, 3 agosto 1954) è un ex calciatore tedesco, di ruolo difensore.

## Carriera
Cresciuto a Recklinghausen, Lothar Woelk ha iniziato a giocare a calcio per i club locali come il FC Leusberg e l'Eintracht Recklinghausen, in cui si è trasferito nella gioventù di serie A. Dopo il servizio militare, l'allenatore dell'Eintracht Schulte ha finalmente raccomandato il giovane giocatore all'allora allenatore del Bochum Heinz Höher.
Insieme a Michael Lameck, Walter Oswald e Franz-Josef Tenhagen, Woelk è stato per molti anni uno dei migliori giocatori del Bochum nella Bundesliga. Per molti anni, tuttavia, la sua squadra è stata considerata il brutto anatroccolo della Bundesliga e quindi ha ottenuto il suo più grande successo solo alla fine della sua carriera. Nella finale della DFB-Pokal 1987-1988 ha guidato il Bochum contro l'Eintracht Francoforte come capitano in campo.
Ha giocato dal 1977 al 1989 per il Bochum e poi per il Duisburg. Dopo la stagione 1991-1992 e la retrocessione del Duisburg, ha concluso la sua carriera. Il difensore ha giocato un totale di 420 partite di Bundesliga e ha segnato 30 gol.

## Statistiche

### Presenze e reti nei club
| Stagione              | Squadra               | Campionato            | Campionato | Campionato | Coppe nazionali | Coppe nazionali | Coppe nazionali | Coppe continentali | Coppe continentali | Coppe continentali | Altre coppe | Altre coppe | Altre coppe | Totale | Totale |
| Stagione              | Squadra               | Comp                  | Pres       | Reti       | Comp            | Pres            | Reti            | Comp               | Pres               | Reti               | Comp        | Pres        | Reti        | Pres   | Reti   |
| --------------------- | --------------------- | --------------------- | ---------- | ---------- | --------------- | --------------- | --------------- | ------------------ | ------------------ | ------------------ | ----------- | ----------- | ----------- | ------ | ------ |
| 1973-1974             | Recklinghausen        | VW                    | ?          | ?          | CG              | ?               | ?               | -                  | -                  | -                  | -           | -           | -           | ?      | ?      |
| 1974-1975             | Recklinghausen        | LW                    | ?          | ?          | CG              | ?               | ?               | -                  | -                  | -                  | -           | -           | -           | ?      | ?      |
| 1975-1976             | Recklinghausen        | LW                    | ?          | ?          | CG              | ?               | ?               | -                  | -                  | -                  | -           | -           | -           | ?      | ?      |
| 1976-1977             | Recklinghausen        | VW                    | ?          | ?          | CG              | ?               | ?               | -                  | -                  | -                  | -           | -           | -           | ?      | ?      |
| Totale Recklinghausen | Totale Recklinghausen | Totale Recklinghausen | ?          | ?          |                 | ?               | ?               |                    | -                  | -                  |             | -           | -           | ?      | ?      |
| 1977-1978             | Bochum                | BL                    | 33         | 3          | CG              | 4               | 3               | -                  | -                  | -                  | -           | -           | -           | 37     | 6      |
| 1978-1979             | Bochum                | BL                    | 33         | 3          | CG              | 5               | 1               | -                  | -                  | -                  | -           | -           | -           | 38     | 4      |
| 1979-1980             | Bochum                | BL                    | 34         | 1          | CG              | 3               | 0               | -                  | -                  | -                  | -           | -           | -           | 37     | 1      |
| 1980-1981             | Bochum                | BL                    | 32         | 2          | CG              | 4               | 1               | -                  | -                  | -                  | -           | -           | -           | 36     | 3      |
| 1981-1982             | Bochum                | BL                    | 31         | 1          | CG              | 7               | 0               | -                  | -                  | -                  | -           | -           | -           | 38     | 1      |
| 1982-1983             | Bochum                | BL                    | 34         | 2          | CG              | 5               | 1               | -                  | -                  | -                  | -           | -           | -           | 39     | 2      |
| 1983-1984             | Bochum                | BL                    | 31         | 4          | CG              | 1               | 0               | -                  | -                  | -                  | -           | -           | -           | 32     | 4      |
| 1984-1985             | Bochum                | BL                    | 32         | 1          | CG              | 3               | 1               | -                  | -                  | -                  | -           | -           | -           | 35     | 2      |
| 1985-1986             | Bochum                | BL                    | 29         | 1          | CG              | 4               | 0               | -                  | -                  | -                  | -           | -           | -           | 33     | 1      |
| 1986-1987             | Bochum                | BL                    | 32         | 6          | CG              | 1               | 0               | -                  | -                  | -                  | -           | -           | -           | 33     | 6      |
| 1987-1988             | Bochum                | BL                    | 33         | 1          | CG              | 7               | 2               | -                  | -                  | -                  | -           | -           | -           | 40     | 3      |
| 1988-1989             | Bochum                | BL                    | 31         | 1          | CG              | 2               | 0               | -                  | -                  | -                  | -           | -           | -           | 33     | 1      |
| Totale Bochum         | Totale Bochum         | Totale Bochum         | 385        | 26         |                 | 46              | 9               |                    | -                  | -                  |             | -           | -           | 431    | 35     |
| 1989-1990             | Duisburg              | 2.BL                  | 32         | 1          | CG              | 4               | 1               | -                  | -                  | -                  | -           | -           | -           | 36     | 2      |
| 1990-1991             | Duisburg              | 2.BL                  | 32         | 1          | CG              | 6               | 1               | -                  | -                  | -                  | -           | -           | -           | 38     | 2      |
| 1991-1992             | Duisburg              | BL                    | 35         | 4          | CG              | 1               | 0               | -                  | -                  | -                  | -           | -           | -           | 36     | 4      |
| Totale Duisburg       | Totale Duisburg       | Totale Duisburg       | 99         | 6          |                 | 11              | 2               |                    | -                  | -                  |             | -           | -           | 110    | 8      |
| Totale carriera       | Totale carriera       | Totale carriera       | 484+       | 32+        |                 | 57+             | 11+             |                    | -                  | -                  |             | -           | -           | 541+   | 43+    |

## Palmarès

### Club

#### Competizioni nazionali
- Coppa Piano Karl Rappan: 1

Bochum: 1978